# Circonscription électorale de See-Gaster
La circonscription électorale de See-Gaster (en allemand Wahlkreis See-Gaster) est une circonscription électorale du canton de Saint-Gall en Suisse. 

## Histoire
La circonscription électorale de See-Gaster est créée en 2003 de la fusion des anciens districts de Gaster et de See et reprend le périmètre du district d'Uznach tel qu'il existait jusqu'en 1831.

## Communes
| Nom             | N° OFS | Population (décembre 2022) |
| --------------- | ------ | -------------------------- |
| Amden           | 3311   | +001 847,                  |
| Benken          | 3312   | +003 018,                  |
| Eschenbach      | 3342   | +009 996,                  |
| Gommiswald      | 3341   | +005 564,                  |
| Kaltbrunn       | 3313   | +005 051,                  |
| Schänis         | 3315   | +004 021,                  |
| Rapperswil-Jona | 3340   | +028 252,                  |
| Schmerikon      | 3338   | +004 110,                  |
| Uznach          | 3339   | +006 850,                  |
| Weesen          | 3316   | +001 845,                  |
| Total           | Total  | +070 554,                  |